# Rudomino
Rudomino (lit. Rudamina) – wieś na Litwie, w okręgu wileńskim, w rejonie wileńskim, siedziba gminy Rudomino.

## Historia
Pierwsza historyczna wzmianka o miejscowości pochodzi z 1377 roku, gdy w pobliżu miejscowości stoczona została bitwa pomiędzy wojskami litewskimi Olgierda Giedyminowicza a krzyżakami, wygrana przez Litwinów. W 1394 roku bitwę pod Rudominem przegrał Witold. Już w XIV wieku miejscowość była znaczącą osadą. W XIV wieku należała do rodu Rudominów, zaś pod koniec XVI wieku przeszła w ręce Andrzeja Wolana. Później należała do Tyszkiewiczów.
W Rzeczypospolitej Obojga Narodów leżało w województwie wileńskim, w powiecie wileńskim. Odpadło od Polski w wyniku III rozbioru.
Pod zaborami i w II Rzeczypospolitej miasteczko będące siedziba gminy Rudomino. W XIX i w początkach XX w. położone było w Rosji, w guberni wileńskiej, w powiecie wileńskim. Po I wojnie światowej pod administracją polską, w Zarządzie Cywilnym Ziem Wschodnich. W latach 1920–1922 w składzie Litwy Środkowej.
Od 11 kwietnia 1922 leżało w Polsce, w województwie wileńskim, w powiecie wileńsko-trockim, w gminie Rudomino. W 1931 miejscowość liczyła 373 mieszkańców, zamieszkałych w 64 budynkach.
Po II wojnie światowej w granicach Związku Sowieckiego. Od 1991 na niepodległej Litwie.

## Religia
We wsi znajdują się rzymskokatolicka parafia Najświętszej Maryi Panny Matki Dobrej Rady w Rudominie oraz prawosławna parafia św. Mikołaja w Rudominie.
W miejscowości znajdował się zabytkowy kościół, w XIX wieku odnowiony przez Tyszkiewiczów. Obecny kościół pod wezwaniem Najświętszej Marii Matki Dobrej Rady został wzniesiony w 1909 roku.
Parafialna cerkiew prawosławna św. Mikołaja pochodzi z XIX w.